# 1993
1993 (MCMXCIII) var ett normalår som började en fredag i den gregorianska kalendern.

## Händelser

### Januari
- 1 januari

Staten Tjeckoslovakien upphör.

  - Postverkets monopol på brevbefordran upphör.
  - Mexiko genomför en valutareform som innebär att tre nollor stryks i peson, så att en ny peso (valutakod MXN) ersätter 1000 gamla peso (valutakod MXP).[1]
  - Tjeckoslovakien delas upp i Tjeckien och Slovakien [2].
- 3 januari – George Bush och Boris Jeltsin undertecknar START II-avtalet, med syfte att reducera kärnvapenarsenalen med två tredjedelar [3] (70 % [4]).
- 5 januari – Liberiatankern MV Braer, lastad med 85 000 råolja, går på grund vid Shetlandsöarna och bryts under fyra dygn och sjunker. Vindarnas riktning, samt storm som bryter sönder oljeklumparna, gör katastrofen mindre svår än först befarat [5].
- 7 januari
  - Gudrun Schyman väljs till ny partiledare för Vänsterpartiet efter Lars Werner [2].
- 10 januari – 338 personer omkommer då ett fartyg med flyktingar förliser mellan Haiti och Florida, USA [6].
- 11 januari – Sveriges finansminister Anne Wibble presenterar budgetpropositionen som visar ett underskott på 160 miljarder kronor och ett sparpaket på 81 miljarder, som ger mindre till barnfamiljer, arbetslösa, deltidspensionärer och studenter [7].
- 12 januari – Irland godkänner EES-avtalet [4].
- 14 januari – 54 personer dödas då polska tågfärjan Jan Heweliusz sjunker på Östersjön [6], där båten slår runt.
- 17 januari – Sveriges Radio P4 startas.

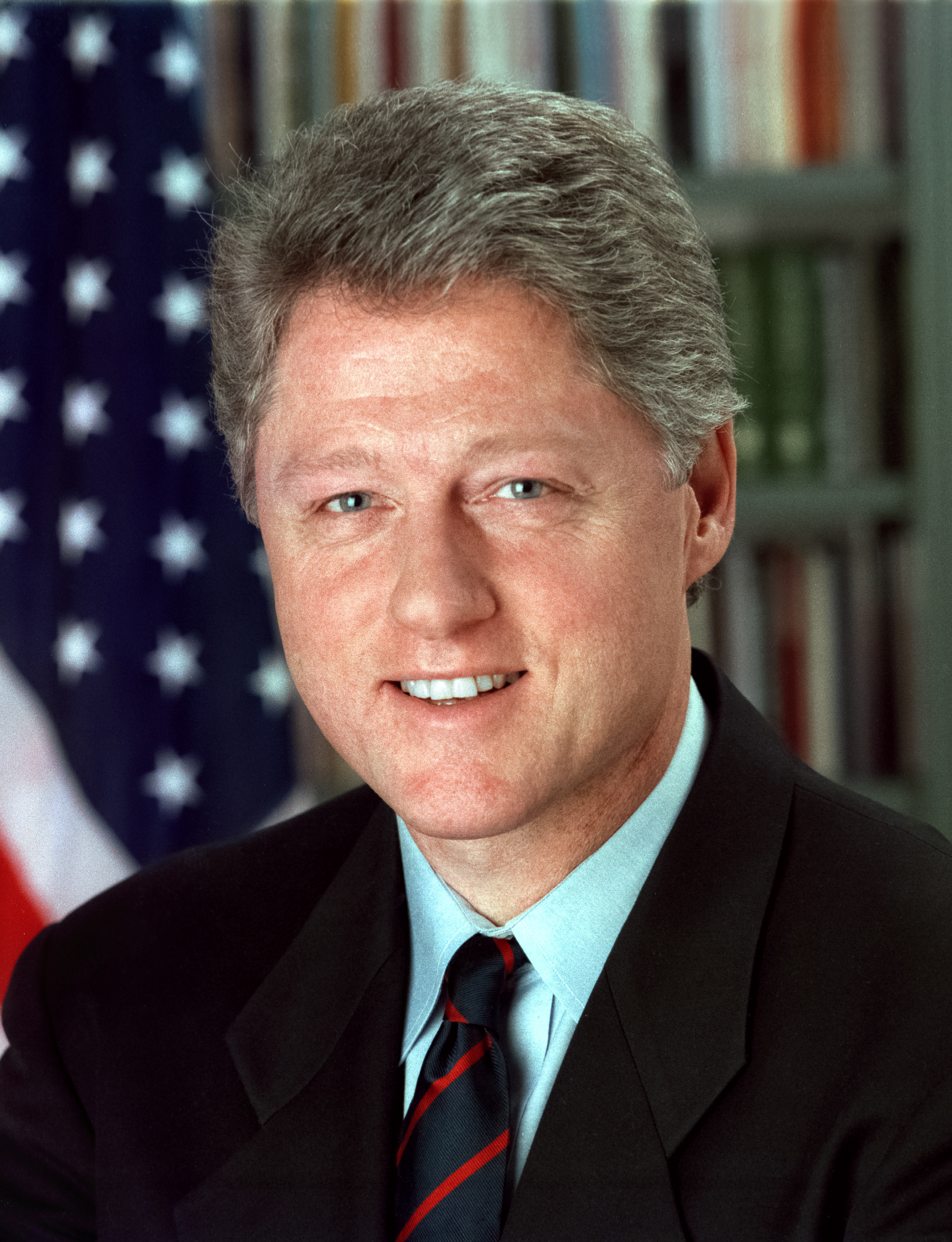
Bill Clinton blir USA:s president.

- 20 januari – Bill Clinton efterträder George Bush som president i USA, och Al Gore efterträder Dan Quayle som USA:s vicepresident .
- 21 januari – USA:s president Bill Clinton meddelar att USA kommer föra samma politik mot Irak som på George Bushs tid [8].
- 22 januari – Operation Maslenica påbörjas.
- 26 januari – Vaclav Havel väljs till president i Tjeckien.
- 30 januari – 140 personer omkommer då en bro rasar under ett tåg i Kenya [6].
- 31 januari – Svenske kusken Stig H. Johansson vinner årets Prix d'Amerique i Paris med svenskfödda stoet Queen L. som drar sulkyn [2].

### Februari

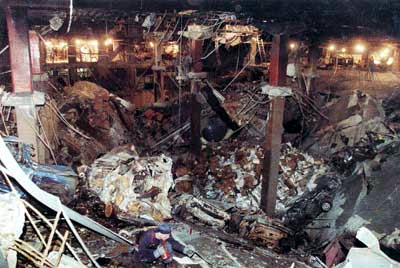
Bombningen av World Trade Center 1993.

- 1 februari – EG inleder medlemsförhandlingar med Sverige, Finland och Österrike [4].
- 3 februari – Bankstödsnämnden, för rekonstruktion av den svenska banknäringen och de statliga finanserna, instiftas.[9] Den får i folkmun namnet "Bankakuten".
- 8 februari – 132 personer omkommer vid en flygkrock i Teheran, Iran [6].
- 16 februari – Över 700 personer omkommer då en överlastad färja sjunker utanför Haiti [6]
- 24 februari – Sveriges banker redovisar stora förluster, på grund av bland annat fastighetskrisen. Gota Bank går med förlust på 12,9 miljarder SEK, nästan fyra miljarder mer än Föreningssparbanken, Svenska Handelsbanken och SE-bankens sammanlagda förluster [7].
- 26 februari – En explosion i garaget under World Trade Center i New York sliter upp ett 30 meter stort hål genom fyra våningar av betong. Sex personer dödas och tusentals skadas.
- 28 februari – USA släpper förnödenheter över Bosnien och Hercegovina[8].

### Mars
- 1 mars – En landgång till en färja i Kongo-Brazzaville brister, och 146 zaïriska flyktingar omkommer [6].
- 4 mars – 175 personer omkommer då ett makedoniskt flygplan störtar vid Skopje, Makedonien [6].
- 17 mars – Tele2 bryter det svenska Televerkets hundraåriga monopol när företaget erbjuder utlandssamtal med beställningsnumret 007 [7].
- 26 mars – 150 personer omkommer då en överbelastad färja kantrar i Bangladesh [6].

### April
- April

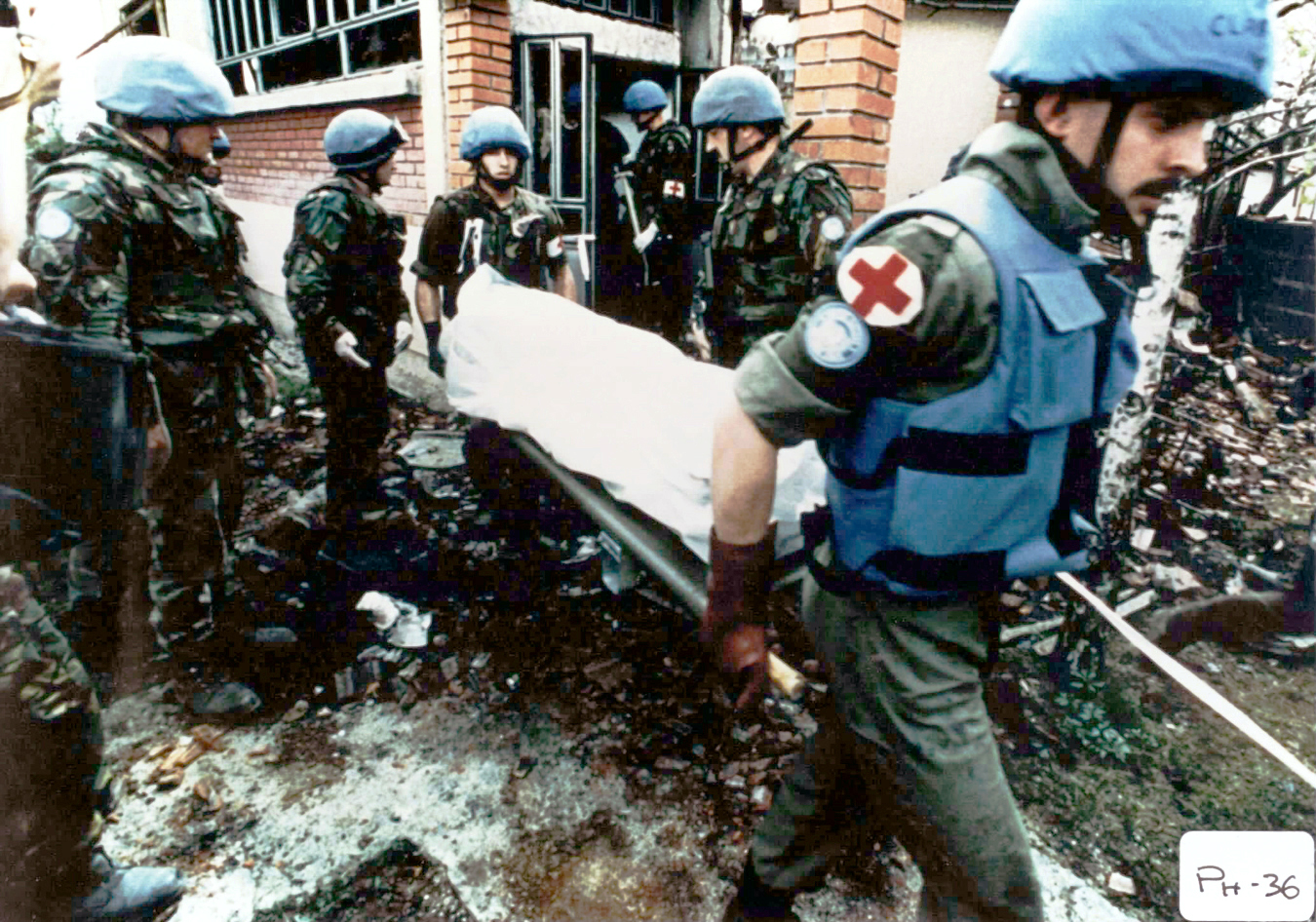
Ahmićimassakern

  - Kuwaits regering hävdar att man avslöjat ett mordförsök på USA:s president George H.W. Bush strax efter hans besök i Kuwait. Två irakier meddelar att man kört en bilbomb in i Kuwait åt den Irakiska underrättelsetjänsten.[10]
  - Rederi Ab Slite går i konkurs, på grund av de ökande kostnaderna för sitt senaste fartyg M/S Europa, som övertas av Silja Line under namnet Silja Europa.
- 2 april – Den svenska riksdagen beslutar att minska arbetslöshetsersättningen samt införa fem karensdagar i sagda ersättning.
- 3 april – Gunnar Weman vigs till svensk ärkebiskop och ger stöd för registrerat partnerskap för homosexuella [3].
- 6 april – Brynäs IF vinner svenska mästerskapet i ishockey.
- 15 april – Skivdirektören Billy Butt döms till fyra års fängelse för våldtäkt på nio unga kvinnor [3].
- 16 april – Ahmićimassakern inträffar.
- 19 april – 86 personer dödas då David Koresh-sektens högkvarter i Waco, Texas fattar eld då FBI skjuter tårgas för att få ut medlemmarna [3].
- 22 april – Sveriges finansminister Wibbles kompletteringsproposition innehåller ett sparpaket på 81 miljarder SEK [9].
- 25 april – Vid en folkomröstning i Ryssland får Boris Jeltsin stöd av 58 % [4].
- 26 april – 93 personer omkommer då en indisk Boeing 737 kraschar över Sydkorea [6].

### Maj

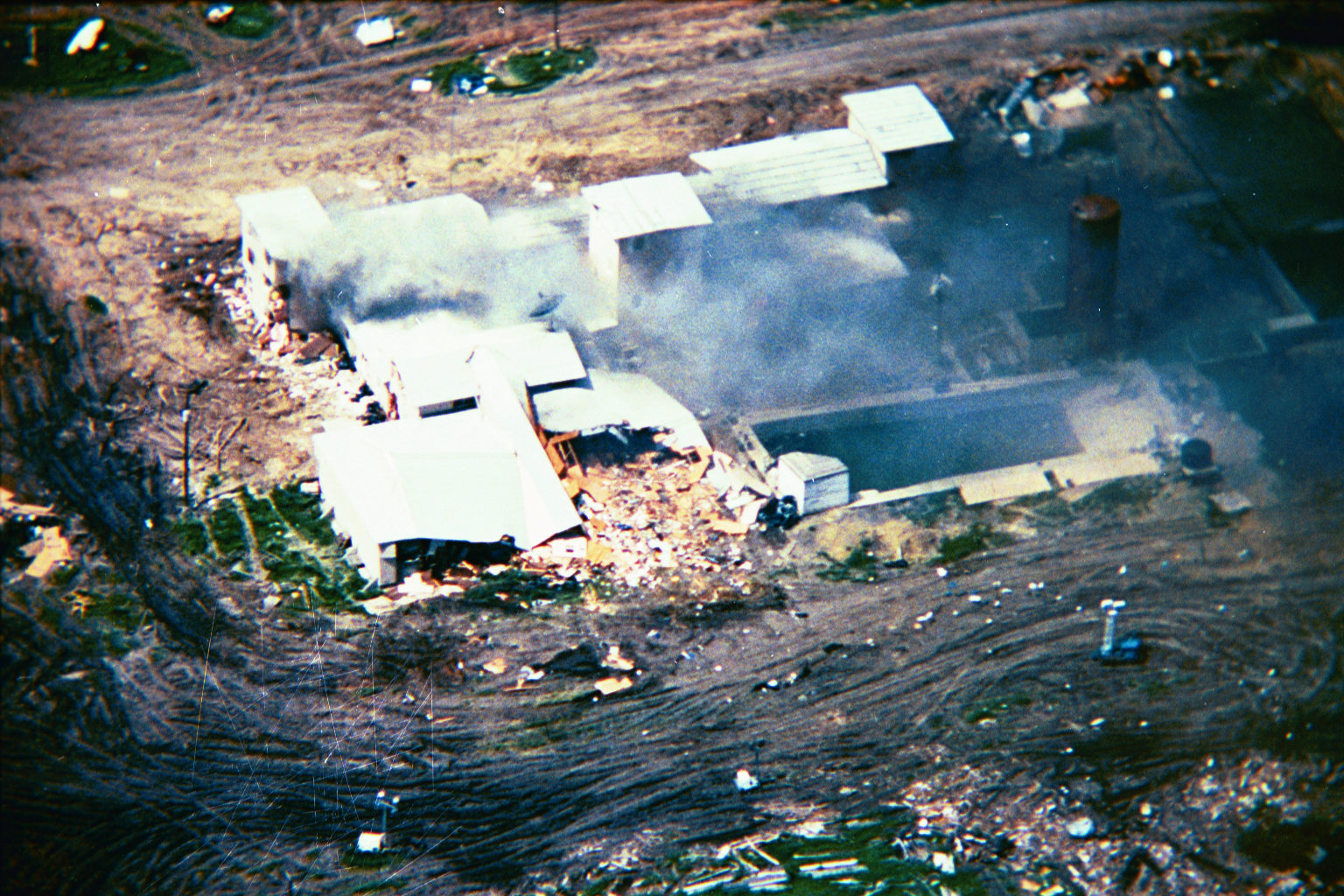
Belägringen i Waco

- 3 maj – Den 30 kilometer breda demilitariserade zonen mellan Sverige och Norge, med förbud mot militära anläggningar, avskaffas [7].
- 4 maj – USA avslutar sina operationer i Somalia [8].
- 5 maj – Den svenska bilmodellen Volvo 240 slutas att tillverkas. Volvo 240 är den mest producerade Volvon, med 2,9 miljoner tillverkade exemplar.
- 9 maj – 60 personer omkommer vid färjeolycka på Ganges [6].
- 10 maj – 220 personer omkommer och 469 skadas vid en brand i en leksaksfabrik i Thailand, där arbetare låsts in för att förhindra stölder [6].
- 15 maj – Eurovision Song Contest 1993 sänds från Green Glens Arena i Millstreet, Irland. Där Niamh Kavanagh vinner för Irland med låten In Your Eyes.
- 16 maj – Val till samernas eget parlament, Sametinget, äger rum för första gången [7].
- 18 maj – Danmark röstar ja till Maastrichtavtalet[4].
- 20 maj – En skogsbrand utanför Svenljunga, Sverige släcks efter att 11 brandkårer under flera dagar bekämpat elden [5].
- 21 maj – I nu tillgängliga ryska arkiv avslöjas att Sovjetunionen givit VPK 12 miljoner kronor mellan 1978 och 1990 [9].

Eritrea självständigt

- 24 maj – Eritrea blir självständigt från Etiopien.[11]
- 29 maj – 5 personer dödas och 14 skadas när nynazister tänder eld på en turkisk familjs hus i staden Solingen i Nordrhein-Westfalen, västra Tyskland.

### Juni

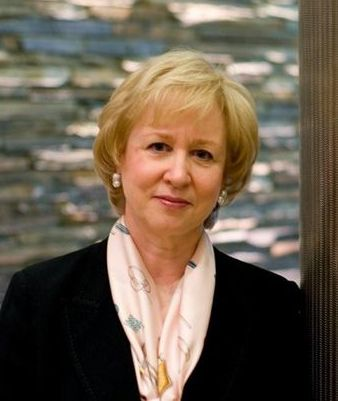
Kim Campbell blir Kanadas första kvinnliga premiärminister.

- 5 juni – 24 pakistanska FN-soldater dödas i strid mot somaliske krigsherren Mohammed Farah Aidids trupper [4].
- 6 juni – På det som skulle ha varit hans 100-årsdag om han fortfarande levt får Calle Jularbo ett eget museum i Avesta [2].
- 7 juni – FN beslutar att utöka sin styrka i Somalia från 18 000 till 28 000 man [4].
- 13 juni
  - Tansu Çiller blir Turkiets första kvinnliga premiärminister [4].
  - Kim Campbell blir Kanadas första kvinnliga premiärminister [4].
- 16 juni – "Lasermannen" John Ausonius åtalas för ett mord, elva mordförsök och tio grova rån. Han erkänner två bankrån [9].
- 20 juni – Det första tåget passerar Eurotunneln under Engelska kanalen [4].
- 21 juni – Sveriges invandrarminister Birgit Friggebo meddelar att de 40 000 bosnier som flytt till Sverige får stanna kvar, men i fortsättningen gäller visumtvång för personer från Bosnien-Hercegovina [2].

### Juli
- 1 juli
  - Louise Sylwander blir den första att tillträda den nya svenska myndigheten Barnombudsmannen (BO).
  - Televerket blir det statliga företaget Telia. Televerkets myndighetsfunktioner övergår till Telestyrelsen.
- 2 juli
  - 314 personer dödas då ett flytande tempel i Filippinerna sjunker [6].
  - Sivasmassakern inträffar
- 10 juli
  - Över 2 000 personer dödas och sex miljoner blir hemlösa vid monsunregn över Bangladesh, Nepal och Indien orsakar [12]
  - Jesper Parnevik vinner överlägset Scottish Open, vilket 1993 anses som "den största svenska golfframgången någonsin" [9].
- 18 juli – Ekonomen Anne-Marie Pålsson startar den svenska pigdebatten. Hon föreslår skatteavdrag för hemhjälp [3].
- 22 juli – Saab Automobile presenterar en ny generation Saab 900, som skall rädda företaget från nedläggning [9].
- 23 juli – Nederbördsrekord slås i den indiska delstaten Meghalaya som får 990 millimeter regn på en vecka.
- 25 juli
  - Hårda strider i södra Libanon mellan israeler och gerilla [4].
  - Ett stort oljebälte drabbar Bohuskusten i Sverige då ett fartyg rengjort sina oljetankar, men ingen skada vållas då oljan innehåller hög halt lösningsmedel [5].
- 27 juli – Bilbomber i Rom sårar ett flertal människor allvarligt.
- 31 juli – Vapenvila i södra Libanon [4].

### Augusti
- 1 augusti – Vid ett krismöte i Bryssel beslutar EG-medlemsstaternas finansministrar och centralbankschefer att låta medlemsländernas valutor flyta fritt, och därmed överges i praktiken valutasamarbetet RM [2].
- 3 augusti – 4 personer omkommer och 2 överlever då ett tvåmotorigt privatflygplan störtar vid Västerås, Sverige [6].
- 4 augusti – Den sista svenska kräftpremiären för insjökräftor äger rum. Från och med 1 januari 1994 får man fiska kräftor året om [7].
- 8 augusti – Ett svenskt stridsflygplan av modellen JAS 39 Gripen störtar vid flyguppvisning i Stockholm och sätter tusentals åskådare i livsfara [2]. Kraschen sker på ön Långholmen under Stockholms vattenfestival [9]. Endast en skadad, en kvinna med svåra brännskador.
- 10 augusti – NATO hotar bomba om inte serbiska belägringen av Sarajevo upphör [4].
- 10 augusti – Det ökända black metalbandet Mayhems gitarrist och frontfigur Øystein Aarseth hittas mördad i sin trappuppgång. Varg Vikernes – bandets basist och medlemmen i enmansbandet Burzum – grips och döms senare inte bara för mordet utan även för tre kyrkmordbränder.
- 13 augusti – Hotellras i Thailand, 150 dödade och 300 skadade [6].
- 14 augusti
  - Serberna lättar på belägringen av Sarajevo [4].
  - Moskén i Trollhättan förstörs i en mordbrand som är kulmen på flera månaders våldsdåd mot invandrare i Sverige [9].
- 17 augusti – Inför höstterminen godkänner Statens skolverk i Sverige verksamhet vid 212 så kallade friskolor. Skolan i Drevdagen blir friskola då föräldrarna protesterat mot nedläggningsbeslutet genom att hålla barnen hemma [7].

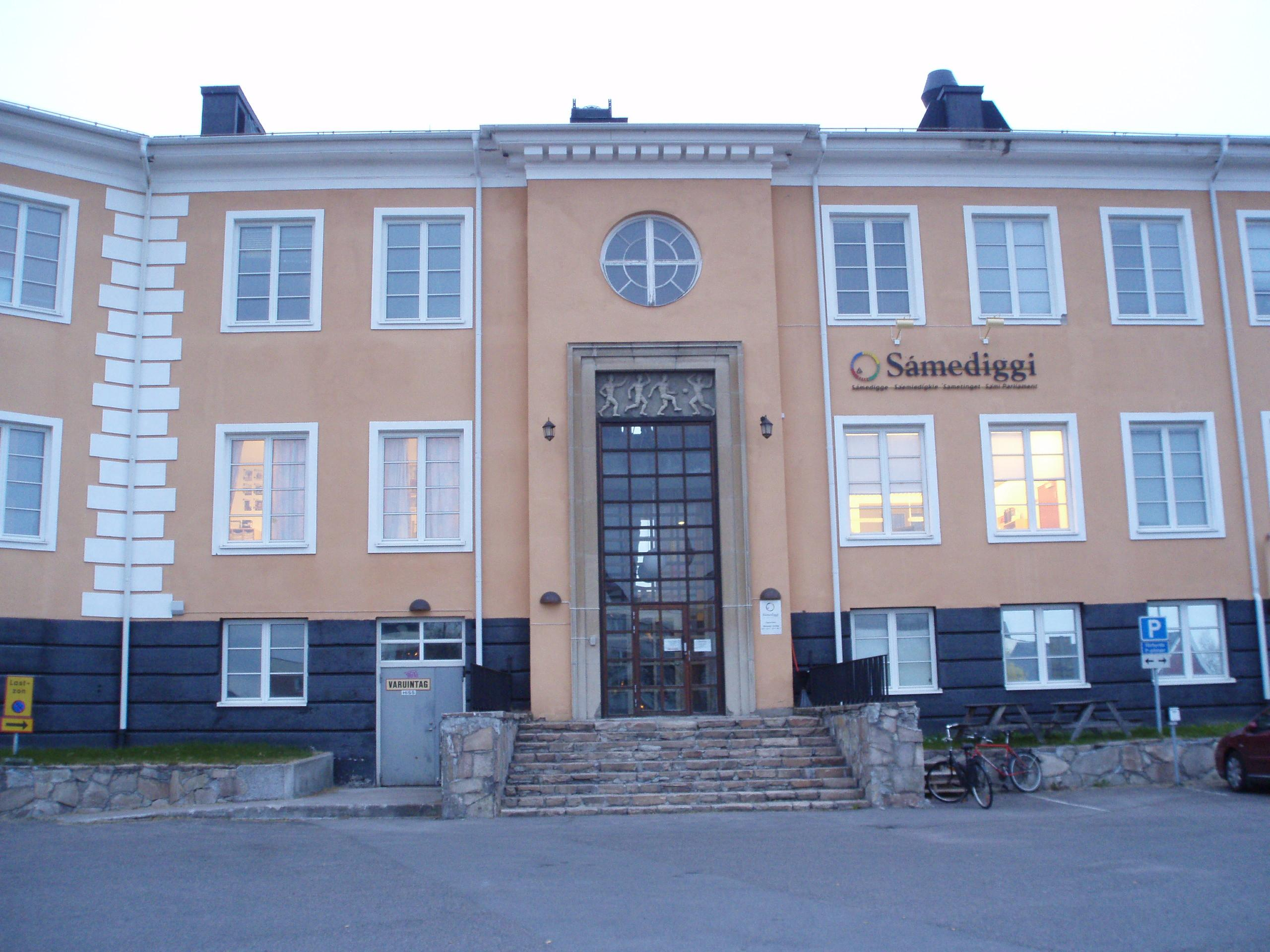
Sametinget

- 25 augusti – Sametinget håller sitt första möte. Tinget skall "bevaka frågor som rör samisk kultur i Sverige".
- 31 augusti – Sista ryska soldaterna lämnar Litauen [4].

### September
- 6 september

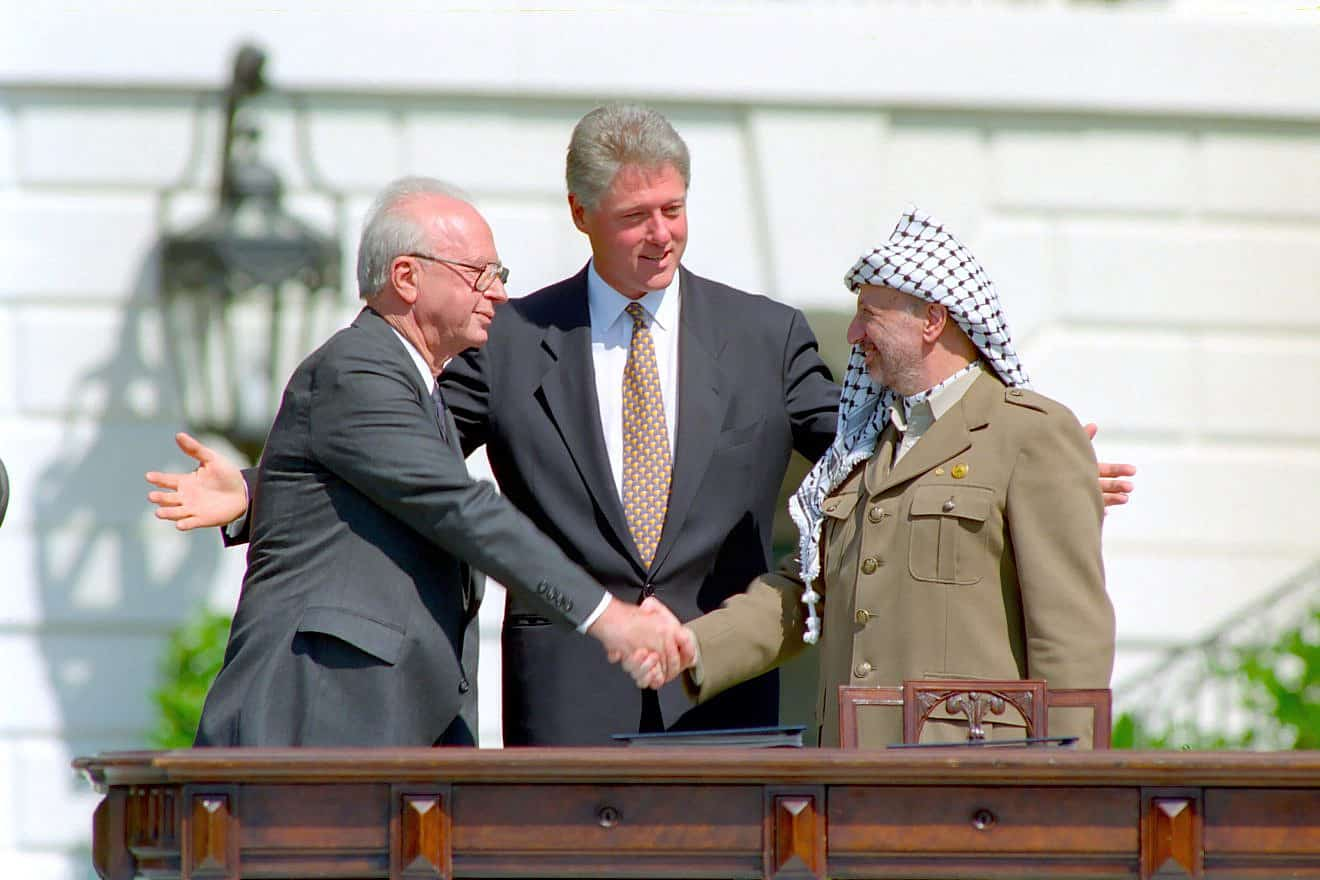
Osloprocessen

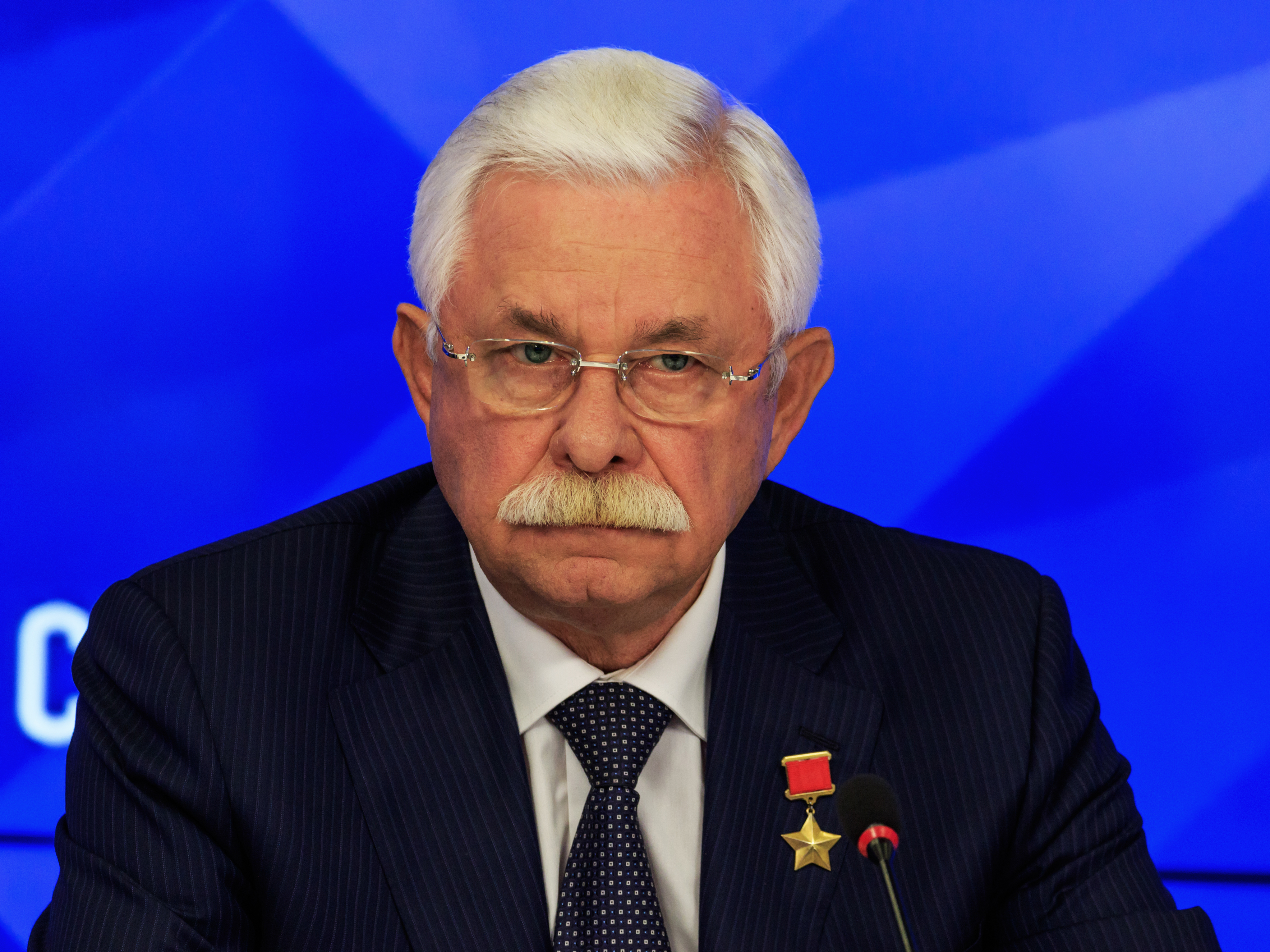
Aleksandr Rutskoj blir Rysslands nya statschef.

  - Volvo och Renault meddelar att de skall gå samman i ett nytt bolag [9] vid namn Renault Volvo RVA, som Volvo får 35% i.[13]
- 7 september – Kina och Indien undertecknar icke-angreppsavtal [4].
- 8 september – PLO erkänner staten Israel [4].
- 9 september – Israel erkänner PLO som det palestinska folkets företrädare [4].
- 13 september
  - Ett avtal om att ge palestinierna i Gaza och Jeriko självstyre [4].
  - Norge håller Stortingsval.
- 16 september – Sveriges regering beslutar att omvandla Chalmers tekniska högskola till stiftelse, medan Kungliga tekniska högskolan drivs kvar som vanligt [7].
- 21 september
  - Rysslands president Boris Jeltsin upplöser ryska parlamentet och utlöser nyval till december 1993. Parlamentet förklarar Boris Jeltsin avsatt och utser Aleksandr Rutskoj till ny statschef [4].
  - 27 personer omkommer då en järnvägsbro rasar i USA [6].
- 22 september – De tolv första svenska reklamradiotillstånden säljs på auktion [9].
- 24 september – Ryska elitsoldater omringar ryska parlamentsbyggnaden [4].
- 29 september - Det första Ronald McDonald Huset[14] i Norden invigs, vid Karolinska Universitetssjukhuset i  Flemingsberg, Huddinge kommun.

### Oktober
- 3 oktober – Undantagstillstånd införs i Ryssland [4].
- 3–4 oktober – I Ryssland vill gammalkommunister och nationalister bli av med Boris Jeltsin, och ockuperar parlamentsbyggnaden i Moskva. Armén står dock på Boris Jeltsins sida, och stoppar kuppförsöket [2].
- 4 oktober – Ryska parlamentet kapitulerar då parlamentsbyggnaden beskjuts [4].
- 10 oktober
  - 10 000 personer omkommer vid ett jordskalv i Indien [12].
  - 150 personer omkommer då en färja sjunker utanför Sydkorea [6].
- 20 oktober – USA:s president Bill Clinton meddelar att amerikanska skepp påbörjat ett FN-embargo mot Haiti [8].
- 23 oktober
  - Georgien går med i OSS, av de tidigare Sovjetrepublikerna står nu bara Estland, Lettland och Litauen utanför [4].
  - 10 personer dödas av en IRA-bomb i en fiskaffär i Belfast [3].
- 27 oktober – En skogsbrand ödelägger 400 kvadratkilometer i Kalifornien, USA, och fem kommuner förklaras som katastrofområde [5].

### November

Fördraget om Europeiska unionen gör EG till EU.

- 1 november – Fördraget om Europeiska unionen träder i kraft och EG ombildas till EU [2]. Passtvånget avskaffas för medborgare inom alla länder som är anslutna.
- 2 november – Ett 90-tal personer omkommer vid tågkollision i Indonesien [6].
- 8 november – En kupp utförs mot Moderna Museet, varvid tavlor av Pablo Picasso och Braque till ett värde av 500 miljoner SEK stjäls, efter att tjuvarna gjort hål i taket [3].
- 9 november
  - Den berömda bron Stari most i Mostar förstörs under inbördeskriget i Bosnien och Hercegovina.
- 19 november – 81 inlåsta arbetare dödas vid en brand i en leksaksfabrik i Kina [6].
- 21 november – 115 personer omkommer då ett passagerarflygplan störtar vid Skopje, Makedonien [6].

### December

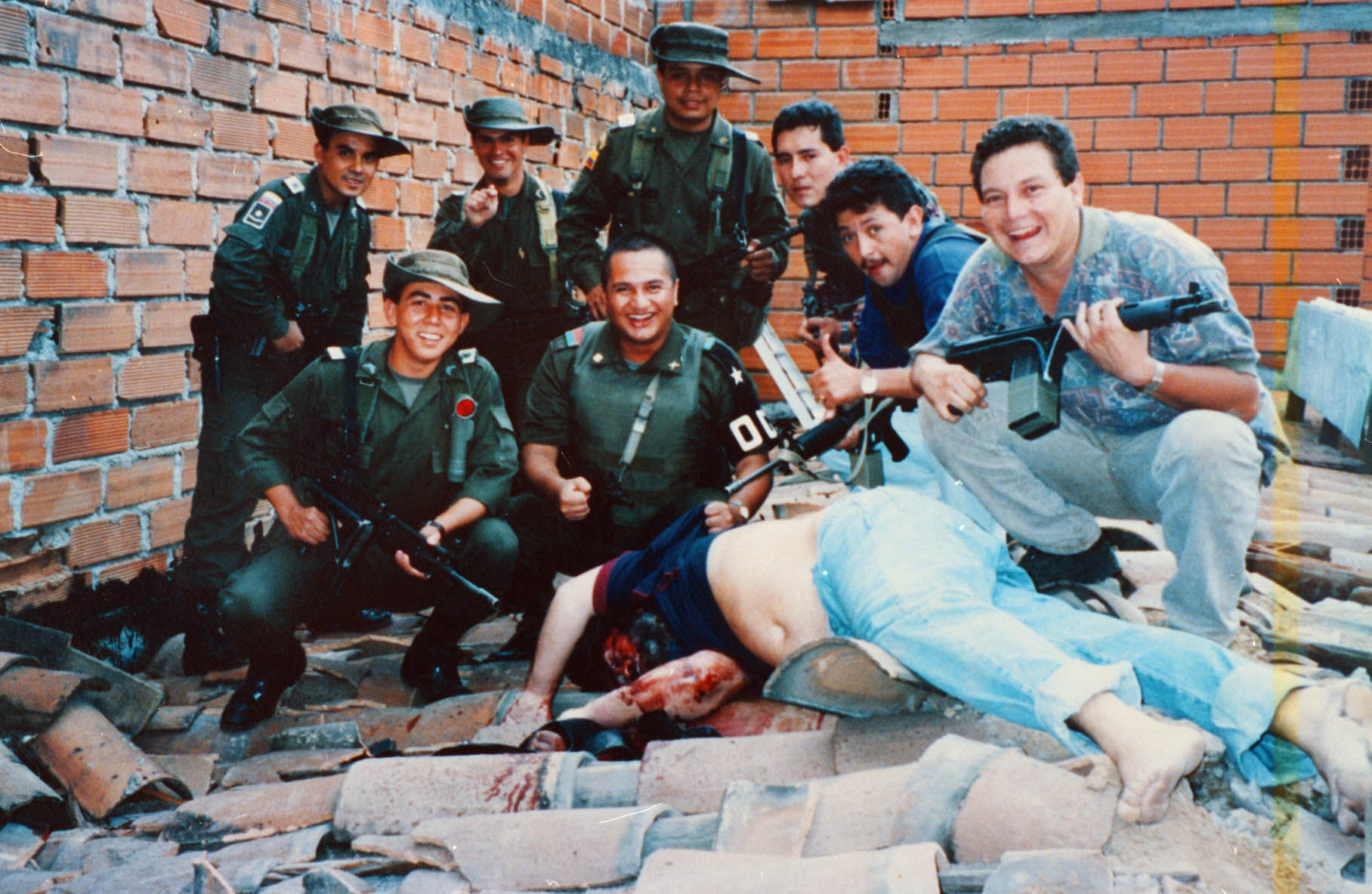
Pablo Escobar efter att han blivit skjuten.

Makedonien, självständigt.

- 1 december – Stockholms tingsrätt dömer John Ausonius för mord, mordförsök och rån [9]. Mordet begicks 1991 på en invandrare [7].
- 2 december
  - Den colombianske knarkbaronen Pablo Escobar blir ihjälskjuten av colombianska specialstyrkor i sin hemstad Medellín efter en tids flykt.
  - Sedan flera viktiga aktieägare i Volvo sagt nej till samgåendet med Renault avgår Pehr G. Gyllenhammar som Volvos styrelseordförande[2]. Även koncernchefen Sören Gyll har varit kritisk och affären går om intet [9] och efter 22 år lämnar Pehr G. Gyllenhammar koncernen [7].
- 3 december – I Sverige avgår LO-basen Stig Malm efter intern kritik [2], och ersätts tillfälligt av vice ordförande Bertil Jonsson [15], då det avslöjats att Stig Malm beviljat generösa fallskärmar till chefer i Folksam, LO-media och BPA AB [3].
- 7 december – Ett övergångsråd bildas i Sydafrika där landets alla folkgrupper finns representerade.
- 15 december – Storbritannien och Irland sluter ett historiskt avtal om att folkomröstning skall avgöra Nordirlands framtid [4].
- 16 december
  - Makedonien blir självständigt från Jugoslavien.
  - Europeiska kommissionen meddelar att Sverige får behålla snuset och Systembolaget [13].
- 22 december – Sydafrikas parlament avskaffar apartheid [4].
- 23 december – Flera medlemmar ur den så kallade Militärligan spåras upp och grips av polis efter ett rån i Heby.
- 27 december – Kriminalvårdens transportcentral i Sverige har under 1993 förpassat 28 000 utlänningar från Sverige, tre gånger fler än något tidigare år [7].
- 30 december – Vatikanstaten erkänner Israel [4].

### Okänt datum
- Hembiträdesfackföreningen Fenatrahob bildas i Bolivia [16].

- Sverige tillåter kommersiell radio [17].

## Födda

### Januari
- 2 januari – Jonna Andersson, svensk fotbollsspelare
- 4 januari – Scott Redding, brittisk roadracingförare.
- 8 januari
  - Dzintars Čīca, lettisk musiker.
  - William Karlsson, svensk ishockeyspelare.
  - Joel Lassinantti, svensk ishockeymålvakt.
  - Joakim Nygård, svensk ishockeyspelare.
- 9 januari – Lars Bryggman, svensk ishockeyspelare
- 12 januari – Belle Brockhoff, australisk snowboardåkare
- 14 januari
  - Frida Bergesen, svensk skådespelare.
  - Abbie McManus, engelsk fotbollsspelare
- 17 januari – Amanda Ilestedt, svensk fotbollsspelare
- 28 januari – Max Görtz, svensk ishockeyspelare

### Februari
- 1 februari – Lucie Charvátová, tjeckisk skidskytt
- 6 februari – Axel Åhman, finlandssvensk författare komiker och journalist, medlem i humorgruppen Kaj.
- 8 februari – Rocco Grimaldi, amerikansk ishockeyspelare
- 12 februari
  - Rafael Alcântara, brasiliansk fotbollsspelare.
  - Anaïs Chevalier-Bouchet, fransk skidskytt
- 17 februari – Marc Márquez, spansk roadracingförare.
- 18 februari – Daniel Yule, schweizisk alpin skidåkare
- 19 februari
  - Victoria Justice, amerikansk skådespelare och fotomodell.
  - Sarah Zadrazil, österrikisk fotbollsspelare
  - Dante Zia, svensk programledare och kock.
- 26 februari – Taylor Dooley, amerikansk skådespelare.
- 28 februari
  - Vivian Sevenich, nederländsk vattenpolospelare.
  - Emmelie de Forest, dansk sångerska

### Mars
- 1 mars – Victor Rask, svensk ishockeyspelare.
- 2 mars – Emil Sylvegård, svensk ishockeyspelare.
- 3 mars – Stine Skogrand, norsk handbollsspelare.
- 4 mars – Jenna Boyd, amerikansk barnskådespelare.
- 5 mars – Kiley Neushul, amerikansk vattenpolospelare.
- 14 mars
  - Nadya Ochner, italiensk snowboardåkare.
  - J.T. Miller, amerikansk ishockeyspelare.
- 15 mars – Paul Pogba, fransk fotbollsspelare.
- 17 mars – Julia Winter, brittisk-svensk barnskådespelare.
- 19 mars – Cassandra Tollbring, svensk handbollsspelare.
- 22 mars – Jakob Norrgård, finlandssvensk artist och komiker, medlem i humorgruppen Kaj.
- 27 mars – Luca Aerni, schweizisk utförsåkare.
- 28 mars – Colin Blackwell, amerikansk ishockeyspelare.

### April
- 8 april – Viktor Arvidsson, svensk ishockeyspelare.
- 12 april – Ryan Nugent-Hopkins, kanadensisk ishockeyspelare.
- 16 april – Hanna Glas, svensk fotbollsspelare.
- 18 april – Mika Zibanejad, svensk ishockeyspelare.
- 26 april
  - Jennifer Falk, svensk fotbollsmålvakt.
  - Marko Macan, kroatisk vattenpolospelare.
- 28 april – Eva Samková, tjeckisk snowboardåkare.

### Maj
- 4 maj – Eivind Tangen, norsk handbollsspelare
- 5 maj – Rickard Rakell, svensk ishockeyspelare
- 7 maj – Vlad Reiser, svensk youtubare.
- 11 maj
  - Elin Rubensson, svensk fotbollsspelare
- 12 maj – Wendy Holdener, schweizisk alpin skidåkare
- 13 maj
  - Debby Ryan, amerikansk skådespelare.
  - Bede Griffiths, brittisk benediktinmunk verksam i Indien.
  - Abby Dahlkemper, amerikansk fotbollsspelare.
- 14 maj – Miranda Cosgrove, amerikansk barnskådespelare och sångerska.  
  - Olof K. Gustafsson, svensk affärsman.
- 29 maj – Aleksejs Gilnics, lettisk fotbollsspelare.

### Juni
- 3 juni – Ståle Sandbech, norsk snowboardåkare
- 4 juni – Maggie Steffens, amerikansk vattenpolospelare.
- 6 juni
  - Alba August, svensk-dansk skådespelare.
  - Frida Gustavsson, svensk skådespelare och fotomodell.
- 7 juni – Jordan Fry, amerikansk skådespelare.
- 25 juni – Barney Clark, brittisk skådespelare.
- 26 juni – Ariana Grande, amerikansk sångare.
- 29 juni – Fran Kirby, engelsk fotbollsspelare

### Juli
- 1 juli – Louise Nordahl, svensk komiker och skådespelare.
- 3 juli – Yuval Gonen, israelisk skådespelare, modell och dansare.
- 10 juli – Carin Strömberg, svensk handbollsspelare.
- 11 juli – Ryan Strome, amerikansk ishockeyspelare.
- 12 juli – Jonas Brodin, svensk ishockeyspelare.
- 20 juli
  - Lucas Digne, fransk fotbollsspelare.
  - Oscar Klefbom, svensk ishockeyspelare.
- 21 juli – Ana Bucik, slovensk alpin skidåkare.
- 26 juli – Taylor Momsen, amerikansk skådespelare.
- 27 juli – Sage Kotsenburg, amerikansk snowboardåkare.
- 30 juli
  - André Gomes, portugisisk fotbollsspelare.
  - Alessandro Hämmerle, österrikisk snowboardåkare

### Augusti
- 2 augusti – Volha Satsuk, vitrysk sångerska.
- 5 augusti – Lorenzo Sommariva, italiensk snowboardåkare
- 11 augusti – Alyson Stoner, amerikansk skådespelare och dansare.
- 13 augusti – Jonas Folger, tysk roadracingförare.
- 17 augusti – Sarah Sjöström, svensk simmare.
- 21 augusti – Millie Bright, engelsk fotbollsspelare
- 22 augusti – Laura Dahlmeier, tysk skidskytt
- 23 augusti – Kristine Breistøl, norsk handbollsspelare
- 26 augusti – Keke Palmer, amerikansk sångerska och skådespelare.
- 27 augusti – Fredrik Händemark, svensk ishockeyspelare
- 30 augusti – Paco Alcácer, spansk fotbollsspelare.

### September
- 1 september – Silje Norendal, norsk snowboardåkare
- 7 september – Alex Greenwood, engelsk fotbollsspelare
- 8 september – Magdalena Eriksson, svensk fotbollsspelare
- 10 september – Sam Kerr, australisk fotbollsspelare.
- 18 september
  - Patrick Schwarzenegger, amerikansk skådespelare och modell.
  - Charlie Taylor, engelsk fotbollsspelare.
- 20 september – Taylor Parks, amerikansk skådespelare.

### Oktober
- 4 oktober – Mikaela Ardai Jennefors, svensk röstskådespelare.
- 6 oktober – Hayley Ladd, walesisk fotbollsspelare
- 8 oktober – Angus T. Jones, amerikansk skådespelare.
- 9 oktober – Felix Hvit, svensk sångare och låtskrivare.
- 16 oktober – Anna Lagerquist, svensk handbollsspelare
- 26 oktober – Klaudia Medlová, slovakisk snowboardåkare

### November
- 5 november – Colton Sissons, kanadensisk ishockeyspelare
- 12 november – Tomáš Hertl, tjeckisk ishockeyspelare
- 14 november – Samuel Umtiti, fransk-kamerunsk fotbollsspelare.
- 17 november
  - Taylor Gold, amerikansk snowboardåkare
  - Brooke Voigt, kanadensisk snowboardåkare
- 24 november – Fridolina Rolfö, svensk fotbollsspelare.

### December
- 5 december – Michelle Gisin, schweizisk alpin skidåkare.
- 6 december – Elián González, omskriven kubansk pojke.
- 8 december – AnnaSophia Robb, amerikansk skådespelare.
- 9 december – Mark McMorris, kanadensisk snowboardåkare
- 10 december
  - Rachel Fattal, amerikansk vattenpolospelare.
  - Hampus Wanne, svensk handbollsspelare.
- 12 december – Kevin Holmström, finlandssvensk artist och komiker, medlem i humorgruppen Kaj.
- 16 december
  - Happy Jankell, svensk skådespelare.
  - Thiago Braz da Silva, brasiliansk friidrottare (stavhopp).
  - Lisa Hauser, österrikisk skidskytt.

## Avlidna

### Första kvartalet

#### Januari
- 1 januari – Ross Bass, 74, amerikansk demokratisk politiker.
- 6 januari
  - Dizzy Gillespie, 75, amerikansk jazztrumpetare och orkesterledare.
  - Rudolf Nurejev, 54, sovjetisk balettdansör och skådespelare.
- 9 januari – Viveca Serlachius, 69, svensk skådespelare.
- 14 januari – Tage Berg, 74, svensk skådespelare.
- 15 januari – J. Allen Frear, 89, amerikansk demokratisk politiker, senator 1949–1961.
- 20 januari – Audrey Hepburn, 63, amerikansk skådespelare.
- 25 januari – Irma Björck, 94, svensk sopran, hovsångerska.
- 29 januari
  - Eva Remaeus, 42, svensk skådespelare.
  - Gustav Hasford, 45, amerikansk författare.
- 31 januari – Helga Görlin, 92, svensk hovsångerska (sopran).

#### Februari
- 12 februari – James Bulger, 2, brittiskt mordoffer.
- 21 februari – Irma Christenson, 78, svensk skådespelare.
- 24 februari – Bobby Moore, 51, engelsk fotbollsspelare.
- 27 februari – Lillian Gish, 99, amerikansk skådespelare.

#### Mars
- 15 mars – Lennart Hyland, 73, svensk programledare i TV[9].
- 17 mars – Helen Hayes, 92, amerikansk teater- och filmskådespelare.
- 26 mars – Cale Boggs, 83, amerikansk republikansk politiker.
- 31 mars – Rolf Björling, 64, svensk operasångare (tenor).

### Andra kvartalet

#### April
- 1 april – Alan Kulwicki, 38, amerikansk racerförare.
- 4 april – Göran O. Eriksson, 64, svensk författare och regissör.
- 8 april – Marian Anderson, 96, amerikansk operasångerska.
- 12 april – Dagmar Gille, 90, svensk operettsångerska.
- 13 april – Sten Ardenstam, 72, svensk skådespelare.
- 17 april – Turgut Özal, 65, turkisk politiker, Turkiets president 1989–1993.
- 19 april
  - Sven-Åke Adler, 70, svensk militär.
  - David Koresh, 33, amerikansk sektledare 1986-1993 (Davidianerna).
  - George S. Mickelson, 52, amerikansk republikansk politiker, guvernör i South Dakota 1987–1993.
- 20 april – Cantinflas, 81, mexikansk skådespelare och komiker.
- 23 april – Bertus Aafjes, 78, nederländsk journalist och författare.
- 24 april – Oliver Tambo, 75, sydafrikansk politiker.

#### Maj
- 1 maj
  - Romāns Abžinovs, 24, lettisk fotbollsspelare.
  - Warren P. Knowles, 84, amerikansk republikansk politiker, guvernör i Wisconsin 1965–1971.
  - Ranasinghe Premadasa, 68, Sri Lankas president 1989–1993.
- 12 maj
  - Zeno Colò, 72, italiensk alpin skidåkare.
  - Ulf Palme, 72, svensk skådespelare, författare och regissör.
  - Camilla Stærn, 45, svensk operasångare och skådespelare.
- 18 maj – Ronald Haver, 54, amerikansk filmhistoriker.
- 24 maj – Carl Billquist, 60, svensk skådespelare.
- 28 maj – Bertil Swärd, 78, svensk diplomat och ämbetsman.
- 30 maj – Sun Ra, 79, amerikansk musiker, organist och kompositör.

#### Juni
- 4 juni – Erna Groth, 62, svensk skådespelare, sångerska och scripta.
- 5 juni – Conway Twitty, 59, amerikansk sångare.
- 6 juni – James Bridges, 57, amerikansk regissör.
- 10 juni – Milward Simpson, 95, amerikansk republikansk politiker, senator 1962–1967.
- 12 juni – Wilhelm Gliese, 77, tysk astronom.
- 15 juni
  - John Connally, 76, amerikansk politiker.
  - James Hunt, 45, brittisk racerförare.
- 19 juni – William Golding, 81, brittisk författare, nobelpristagare.
- 22 juni – Pat Nixon, 81, amerikansk skådespelare, Richard Nixons hustru.
- 23 juni – Björn Axén, 55, svensk frisör.
- 27 juni – Wolfgang Grams, 40, medlem av Röda armé-fraktionen.
- 28 juni
  - GG Allin, 36, amerikansk punksångare.
  - Gudrun Brost, 83, svensk skådespelare.

### Tredje kvartalet

#### Juli
- 13 juli – Davey Allison, 32, amerikansk racerförare.
- 14 juli – Léo Ferré, 76, fransk poet och sångare.
- 26 juli – Matthew Ridgway, 98, amerikansk general.
- 27 juli – Reggie Lewis, 27, amerikansk basketspelare.
- 31 juli – Baodouin, 62, belgarnas kung[4].

#### Augusti
- 9 augusti – Euronymous, eg. Øystein Aarseth, 25, norsk musiker, gitarrist i Mayhem.
- 30 augusti – Kåge Sigurth, 75, svensk TV-producent och manusförfattare.

#### September
- 4 september – Hervé Villechaize, 50, fransk skådespelare.
- 12 september – Raymond Burr, 76, kanadensisk-amerikansk skådespelare.
- 23 september – Ian Stuart, 36, engelsk vit makt-sångare och låtskrivare.
- 27 september
  - Paolo Caldarella, 29, italiensk vattenpolospelare.
  - Jimmy Doolittle, 96, amerikansk flygmilitär.
  - Milan Muškatirović, 59, jugoslavisk vattenpolomålvakt.

### Fjärde kvartalet

#### Oktober
- 7 oktober – Cyril Cusack, 82, irländsk skådespelare.
- 12 oktober – Kurt-Olof Sundström, 69, svensk skådespelare, regissör och manusförfattare.
- 13 oktober – Stig Gustavsson, 64, svensk skådespelare.
- 17 oktober – Criss Oliva, 30, amerikansk gitarrist i Savatage.
- 21 oktober – Melchior Ndadaye, 40, president i Burundi 1993, mördad.
- 23 oktober – Ulf Björlin, 60, svensk dirigent och tonsättare, arrangör av filmmusik.
- 25 oktober – Vincent Price, 82, amerikansk skådespelare.
- 27 oktober – Ulla-Bella Fridh, 63, svensk skådespelare och sångerska.
- 31 oktober
  - Federico Fellini, 73, italiensk regissör[4].
  - River Phoenix, 23, amerikansk skådespelare.

#### November
- 1 november – Frank Sundström, 81, svensk skådespelare.
- 2 november – Åke Jensen, 80, svensk skådespelare och sångare.
- 3 november – Anders Jonason, 68, svensk författare.
- 12 november
  - Anna Sten, 84, rysk-amerikansk skådespelare.
  - H.R. Haldeman, 67, amerikansk politisk konsult, statstjänsteman och affärsman.
- 14 november – Sigmund Ahnfelt, 77, svensk militär.
- 19 november – Kenneth Burke, 96, amerikansk litteraturteoretiker och filosof.
- 21 november
  - Bill Bixby, 59, amerikansk skådespelare.
  - Kjell Löwenadler, 87, svensk konstnär.
- 25 november – Anthony Burgess, 76, brittisk författare.

#### December
- 2 december – Pablo Escobar, 44, colombiansk narkotikabrottsling.
- 3 december – Judith Holmgren, 78, svensk skådespelare.
- 4 december – Frank Zappa, 52, amerikansk rocksångare och kompositör.
- 7 december – Robert Taft Jr., 76, amerikansk republikansk politiker, senator 1971–1976.
- 8 december – Anders Franzén, 75, svensk marintekniker som upptäckte regalskeppet Vasa.
- 9 december – Herbert Grevenius, 96, svensk dramatiker, manusförfattare och journalist.
- 10 december – Göte Arnbring, 74, svensk skådespelare och dansare.
- 11 december – Majken Johansson, 63, svensk poet.
- 12 december – József Antall, 61, ungersk politiker, premiärminister 1990–1993.
- 14 december – Myrna Loy, 88, amerikansk skådespelare.
- 16 december – Charles Moore, 68, amerikansk arkitekt, representant för postmodernismen.
- 18 december
  - Joseph H. Ball, 88, amerikansk republikansk politiker.
  - Sam Wanamaker, 74, amerikansk skådespelare och regissör.
- 19 december – Wallace F. Bennett, 95, amerikansk republikansk politiker, senator 1951–1974.
- 22 december – Alexander Mackendrick, 81, amerikansk-brittisk filmregissör och lärare.
- 25 december – Ann Ronell, 86, amerikansk jazzkompositör.
- 27 december – Paavo Susitaival, 97, finländsk författare, militär och politiker.
- 28 december – William L. Shirer, 89, amerikansk historiker, författare.
- 31 december – Zviad Gamsachurdia, 54, georgisk politiker, president 1991–1992.

## Nobelpris
- Fysik
  - Russell A Hulse, USA
  - Joseph H Taylor Jr., USA
- Kemi
  - Kary B Mullis, USA
  - Michael Smith, Kanada
- Medicin
  - Richard J Roberts, Storbritannien
  - Phillip A Sharp, USA
- Litteratur – Toni Morrison, USA
- Fred
  - Nelson Mandela, Sydafrika
  - Frederik Willem de Klerk, Sydafrika
- Ekonomi
  - Robert Fogel, USA
  - Douglass North, USA

### Fotnoter
1. ↑  New Pesos Introduced in Mexico : Currency: Starting today, an old 1,000-peso bill is worth 1 new peso, but both are still valued at about 33 cents., Los Angeles Times, 1993-01-01
2. 1 2 3 4 5 6 7 8 9 10 11  20:e århundrades När Var Hur – 1993, Bernt Himmelstedt, Forum, 1999
3. 1 2 3 4 5 6 7 8  100 år med Aftonbladet – 1993, 1999
4. 1 2 3 4 5 6 7 8 9 10 11 12 13 14 15 16 17 18 19 20 21 22 23 24 25 26 27 28 29  Faktakalendern 2000 – 1993 (Utlandet), Semic, 1999
5. 1 2 3 4  Faktakalendern 1997, Semic, 1996
6. 1 2 3 4 5 6 7 8 9 10 11 12 13 14 15 16 17 18 19  Faktakalendern 1996, Semic, 1995
7. 1 2 3 4 5 6 7 8 9 10 11  Sverige 1900-talet – 1993, NE, Bra Böcker, 2000
8. 1 2 3 4  ”Instances of Use of United States Armed Forces Abroad, 1798 - 2004” (på engelska). Naval History and Heritage Command. Arkiverad från originalet den 29 november 2005. https://web.archive.org/web/20051129052401/http://www.history.navy.mil/library/online/forces.htm.
9. 1 2 3 4 5 6 7 8 9 10 11 12 13  Hundra år i Sverige – 1993, Hans Dahlberg, Albert Bonniers, 1999
10. ↑  ”A Case Not Closed”. The New Yorker. Arkiverad från originalet den 14 oktober 2002. https://web.archive.org/web/20021014165340/http://www.newyorker.com/archive/content/?020930fr_archive02. Läst 7 februari 2016.
11. ↑  ”Eritrea” (på engelska). World Statesmen. http://www.worldstatesmen.org/Eritrea.html. Läst 23 september 2012.
12. 1 2  Faktakalendern 2006, Semic, 2005
13. 1 2  Faktakalendern 2000 – 1993 (Sverige), 1999
14. ↑   DN 1993-09-30, DN, Stockholm s 51 /dn.se (läst 06 juni 2025)
15. ↑  Sverige 1900-talet – 1994, NE, Bra Böcker, 2000
16. ↑  ”Trots lagar diskrimineras hembiträdena”. latinamerika.nu. 5 april 2010. Arkiverad från originalet den 28 september 2011. https://web.archive.org/web/20110928014825/http://www.latinamerika.nu/trots-lagar-diskrimineras-hembitradena. Läst 19 mars 2011.
17. ↑  Sverige 1900-talet – Från skillingtryck till miljardindustri, NE, Bra Böcker, 2000